# 弓紋雀鯛
弓紋雀鯛（学名：Pomacentrus taeniometopon），又名厚殼仔，为輻鰭魚綱鱸形目雀鯛科雀鯛屬下的一个种，分布於西太平洋區，包括馬來西亞、印尼、菲律賓、巴布亞紐幾內亞、澳洲、索羅門群島、帛琉、新喀里多尼亞、台灣、琉球群島等海域，深度0至8公尺，本魚體呈橢圓形且側扁，吻短圓鈍，體被櫛鱗，體色淡灰色至暗灰色或暗褐色，魚鱗具有垂直的藍線紋或斑點，尾鰭鮮黃色，背鰭後方具眼狀斑，背鰭硬棘13枚、背鰭軟條13-14枚、臀鰭硬棘2枚、臀鰭軟條13-14枚，體長可達12公分，棲息在潟湖、海灣、沿岸珊瑚礁，成小群或單獨活動，以藻類為食，繁殖期成對出現，雄魚會守護魚卵直到孵化，可做為觀賞魚。